# ملعب هورسفول
ملعب هورسفول (بالإنجليزية: Horsfall Stadium)‏ هو ملعب كرة قدم في برادفورد بإنجلترا. اُفتُتح عام 1931، يتسع الملعب إلى 3500.